# Johannes van Oorschot
Johannes van Oorschot (Eindhoven, 24 mei 1767 - Eindhoven, 23 maart 1834) is een voormalig burgemeester van de Nederlandse stad Eindhoven. 
Van Oorschot werd geboren als zoon van burgemeester Peter van Oorschot en Joanna de Leeuw. 
in 1794 en 1795 was hij burgemeester van Eindhoven en collecteur der verpondingen, beden en gemene middelen.
Hij trouwde te Eindhoven op 10 augustus 1788 met Anna Maria van Rijsinge, dochter van Henricus van Rijsinge en Joanna van de Krekelsant, gedoopt te Eindhoven op 30 april 1766, overleden in Eindhoven op 27 december 1820. 